# Tweede Kamerverkiezingen 2025
De Tweede Kamerverkiezingen 2025 zijn de aankomende ontbindingsverkiezingen in Nederland voor de Tweede Kamer der Staten-Generaal. De verkiezingen zouden oorspronkelijk gehouden worden in maart 2028, maar zijn vervroegd na de val van het kabinet-Schoof op 3 juni 2025. De datum voor de verkiezingen is 29 oktober 2025.

## Achtergrond
Op 3 juni 2025 bood premier Dick Schoof het ontslag van zijn kabinet aan, nadat de PVV zich had teruggetrokken uit de coalitie met VVD, NSC en BBB. De PVV vond dat het kabinet onvoldoende voortgang boekte op het asieldossier.
De Tweede Kamer sprak zich uit voor het zo snel mogelijk houden van nieuwe verkiezingen. Een motie van Frans Timmermans (GroenLinks-PvdA) daartoe werd door alle fracties gesteund.

## Deelnemende partijen
Op 15 september 2025 kunnen partijen een kandidatenlijst indienen. De volgende partijen hebben al aangegeven deel te willen nemen aan deze verkiezingen:
| Partij                                   | Lijsttrekker                       |
| ---------------------------------------- | ---------------------------------- |
| PVV (Partij voor de Vrijheid)            | Geert Wilders                      |
| GROENLINKS / Partij van de Arbeid (PvdA) | Frans Timmermans                   |
| VVD                                      | Dilan Yeşilgöz                     |
| Nieuw Sociaal Contract                   | Eddy van Hijum (voorgedragen)      |
| D66                                      | Rob Jetten                         |
| BBB                                      | Caroline van der Plas              |
| CDA                                      | Henri Bontenbal (voorgedragen)     |
| SP (Socialistische Partij)               | Jimmy Dijk                         |
| DENK                                     | nog te bepalen                     |
| Partij voor de Dieren                    | Esther Ouwehand (voorgedragen)     |
| Forum voor Democratie                    | nog te bepalen                     |
| Staatkundig Gereformeerde Partij (SGP)   | Chris Stoffer                      |
| ChristenUnie                             | Mirjam Bikker                      |
| Volt                                     | Laurens Dassen                     |
| JA21                                     | Joost Eerdmans                     |
| 50PLUS                                   | Jan Struijs (voorgedragen)         |
| Belang van Nederland (BVNL)              | Wybren van Haga                    |
| BIJ1                                     | Tofik Dibi                         |
| De Groenen                               | nog te bepalen                     |
| FNP                                      | Aant Jelle Soepboer (voorgedragen) |
| LEF – Voor de Nieuwe Generatie           | nog te bepalen                     |
| LP (Libertaire Partij)                   | Tom van Lamoen                     |
| ORDA                                     | Erwin Lensink                      |
| Partij BEER                              | Colin de Beer                      |
| Partij Helder                            | nog te bepalen                     |
| Partij van de Toekomst                   | Johan Vlemmix                      |
| PDIB (Partij voor Democratie in Balans)  | nog te bepalen                     |
| Piratenpartij                            | Matthijs Pontier                   |
| Politieke Partij voor Basisinkomen       | nog te bepalen                     |
| Vrede voor Dieren                        | nog te bepalen                     |
| Vrij Verbond                             | Bart Burggraaf                     |
| Partij Bijzonder                         | Sabrina Grossman                   |

## Peilingen
*1848 · *1850 · **1852 · *1853 · **1854 · **1856 · **1858 · **1860 · **1862 · **1864 · **1866 (I) · *1866 (II) · *1868 · **1869 · **1871 · **1873 · **1875 · **1877 · **1879 · **1881 · **1883 · *1884 · *1886 · *1887 · *1888 · 1891 · *1894 · 1897 · 1901 · 1905 · 1909 · 1913 · *1917 · *1918 · 1922 · 1925 · 1929 · *1933 · 1937 · *1946 · *1948 · 1952 · 1956 · *1959 · 1963 · *1967 · 1971 · *1972 · 1977 · 1981 · *1982 · 1986 · *1989 · 1994 · 1998 · 2002 · *2003 · *2006 · *2010 · *2012 · 2017 · 2021 · *2023 · *2025
* Algemene verkiezingen in verband met (vervroegde) ontbinding van de Tweede Kamer
** Periodieke verkiezingen in verband met het einde van de zittingstermijn van de helft van de Tweede Kamerleden